# پوزماهی استرالیایی
پوزماهی استرالیایی (نام علمی: Pataecidae) نام یک تیره از راسته عقرب‌ماهی‌سانان است.